# Ramiz Mirishli
Ramiz Mirishli (en azerí: Ramiz Mirişli) fue compositor y pedagogo de Azerbaiyán, Artista del Pueblo de la RSS de Azerbaiyán (1990).

## Biografía
Ramiz Mirishli nació el 16 de abril de 1934 en Najicheván. En 1952-1954 estudió en el Colegio de Música de Bakú, en 1956-1962 en la Academia de Música de Bakú. En 1962-2005 trabajó en la televisión estatal. En 1989-1995 fue director artístico del grupo de música y danza en la Filarmónica Estatal de Azerbaiyán. Más de 20 años enseñó en la Academia de Música de Bakú. En 1978-1998 dirigió la oficina regional de la Unión de Compositores en Najicheván. El compositor recibió el título “Artista del Pueblo de la RSS de Azerbaiyán” en 1990.
Ramiz Mirishli murió el 17 de abril de 2015 en Bakú y fue enterrado en el Callejón de Honor.

## Filmografía
- 1975 – “Las manzanas son similares”
- 1978 – “El hombre en casa”
- 1984 – “El muelle antiguo”
- 1991 – “Qezelkhan”
- 2003 – “La invitación”

## Premios y títulos
- Artista de Honor de la RSS de Azerbaiyán (1982)
- Artista del Pueblo de la RSS de Azerbaiyán (1990)
- Orden Shohrat
- Orden Sharaf